# 109e régiment d'artillerie lourde
Le 109e régiment d'artillerie lourde est une unité française créé le 1er octobre 1915 à Poitiers et dissoute en 1940.

## Différentes dénominations
- 1915 - 1923 : 109e régiment d'artillerie lourde (RAL), parfois 109e régiment d'artillerie lourde hippomobile (RALH)
- 1924 : ?
- 1929 - 1936 : 109e régiment d'artillerie lourde hippomobile
- 1936 - 1940 : 109e régiment d'artillerie lourde hippomobile

## Historique des garnisons, combats et batailles

### Première Guerre mondiale

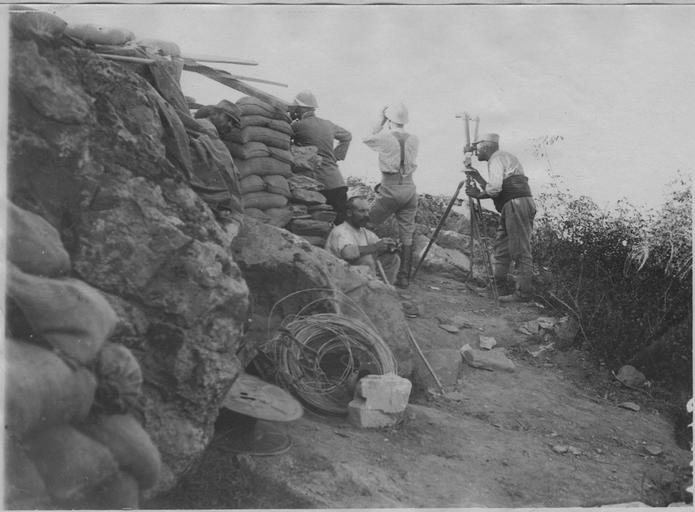
Observatoire d'une des batteries du détachées à l'armée d'Orient, près de Doïráni en août 1916.

Le 1er groupe régiment est créé en 1915 à partir du 4e groupe du 2e régiment d'artillerie lourde.
Le régiment participe à la Première Guerre mondiale. Il est réorganisé le 1er mars 1918 et certains de ses groupes donnent naissance au 145e[réf. souhaitée] et 338e[réf. nécessaire] régiments d'artillerie lourde hippomobiles (RALH).
Son 5e groupe forme l'artillerie divisionnaire de la 18e division d'infanterie avec le 33e régiment d'artillerie de campagne (RAC). De même, son 6e groupe combat au sein de la 17e division d'infanterie avec le 20e et le 220e RAC.

### Entre-deux-guerres
À partir de janvier 1919, la 66e batterie du régiment est stationnée dans l'Yonne pour l'instruction de conscrits malgaches, qui partiront ensuite combattre au Levant.
Après la guerre il est de nouveau réorganisé le 1er août 1919, avec les 1er et 3e groupes, il donne naissance aux 1/409e et 9/409e ; le 5e groupe étant devenu V/33e et le 6e groupe le VI/33e[réf. nécessaire], respectivement basés à Poitiers et Thouars. Le régiment est ensuite dissout le 31 décembre 1923 ses éléments complétant le 20e RAC[réf. souhaitée].
Il est reconstitué le 1er janvier 1924 par transformation du 33e RAD et du 106e RAL à Angers puis à nouveau dissout[Quand ?][réf. souhaitée].
Il est reconstitué le 5 mai 1929 par transformation du 20e RAD (ex 20e RAC) à Poitiers. Puis transformé à nouveau en 20e régiment d'artillerie nord-africaine (RANA) le 1er octobre 1936 (sauf la 10e batterie passée au nouveau 109e)[réf. souhaitée].
Le 109e régiment d’artillerie lourde hippomobile est reconstitué à Châteaudun le 1er octobre 1936 avec la 10e batterie de l’ancien 109e, une batterie du 19e et une du 106e[réf. souhaitée]. Il est basé à la caserne Kellermann.

### Seconde Guerre mondiale
Régiment d'active, le 109e est mobilisé en septembre 1939 au déclenchement de la Seconde Guerre mondiale et affecté ensuite au 21e corps d’armée (non endivisionné). Il disposait de deux groupes de 105L modèle 1913S et de deux groupes de Canon de 155 C modèle 1917 Schneider. Il est capturé le 21 juin 1940 au nord de Vaudémont[réf. souhaitée].

## Constitution

### Campagne 1914-1918
- 1er groupe (1er, 2e, 3e batteries)[réf. souhaitée]
- 2e groupe (a) (21e et 22e batteries)[réf. souhaitée]
- 3e groupe (a) (4e, 5e et 6e batteries, 105L)[réf. souhaitée]
- 3e groupe (b) (7e, 8e et 9e batteries, 155L)[réf. souhaitée]
- 4e groupe (a)  (24e et 25e batteries, 120L)[réf. souhaitée]
- 5e groupe (a) (7e, 8e et 9e batteries, 155L)[9]
- 6e groupe (a) (27e, 28e et 29e batteries, 155L)[réf. souhaitée]
- 6e groupe (b) (18e, 17e et 19e batteries et 6e colonne légère[2], 155CS)[réf. souhaitée]
- 7e groupe (a) (10e, 11e et 12e batteries, 155 CIR 1904 puis 155CS en 1918)[réf. souhaitée]
- 7e groupe (b) (19e, 20e et 21e batteries, 155CS)[réf. souhaitée]
- 8e groupe (b) (22e, 23e, 24e et 25e batteries, 155CS)[réf. souhaitée]
- 9e groupe (13e, 14e et 15e batteries, 155CS)[10]
- 10e groupe (33e, 34e et 35e batteries, 155CS)[réf. souhaitée]
- 12e groupe (36e, 37e et 38e batteries, 155CS)[réf. souhaitée]
- 13e groupe (51e, 52e, 53e, 54e batteries) : Groupe d’instruction.[réf. souhaitée]

## Étendard
Il porte, cousues en lettres d'or dans ses plis, les inscriptions suivantes :
- Verdun 1916
- La Somme 1916
- Reims 1918
- La Piave 1918

## Décorations
- La fourragère aux couleurs du ruban de la Croix de guerre 1914-1918 au 1er groupe le 17 février 1919[12] et au 3e groupe le 21 mars 1919[réf. souhaitée].

## Personnalités ayant servi au régiment
- Eugène Dabit, au régiment de décembre 1916 à décembre 1919[13]
- Raoul Boggio (1898-1947), poète et résistant français
- Marcel Chichéry, résistant, élève-officier de réserve au régiment en 1933[14]
- Gaston Boudreault, résistant, élève brigadier au régiment en 1934[15]
- Arsène Tchakarian, résistant et communiste d'origine arménienne, sert au régiment en 1937-1938 alors qu'il est apatride[16]

## Sources et bibliographie
- Historique des 109e, 309e et 409e régiments d'artillerie lourde : 9e corps d'armée, Poitiers, Société française d'imprimerie et de librairie, 1919, 86 p., lire en ligne sur Gallica.
- Historique de l'artillerie de la 18e division : 33e régiment d'artillerie de campagne, 5e groupe du 109e régiment d'artillerie lourde pendant la guerre 1914-1918, Angers, Sainte-Croix, 1920, 120 p., lire en ligne sur Gallica.
- « Historique du 6e groupe du 109e RAL », dans Historique du 20e régiment d'artillerie, Paris, Librairie Chapelot, 43 p., p. 23-28 & 43, lire en ligne sur Gallica.